# Northrop Corporation
La Northrop Corporation è stata un'industria statunitense specializzata in aeronautica. Nata nel 1939 finì per fondersi nel 1994 con la Grumman, formando la Northrop Grumman Corporation.
È nota soprattutto per l'aver sviluppato progetti di ali volanti, pochi dei quali entrarono però in servizio.
È citata nel film Zabriskie Point di Michelangelo Antonioni.

## Produzione
- XP-79
- N-32
- Northrop Tacit Blue
- Northrop B-2 Spirit
- Northrop F-5
- Northrop F-20 Tigershark
- Northrop F-89 Scorpion
- Northrop N-1M
- Northrop P-61 Black Widow
- Northrop T-38 Talon
- Northrop X-4 Bantam
- Northrop XP-56 Black Bullet
- Northrop YA-9
- Northrop YB-35
- Northrop YB-49
- Northrop YF-17 Cobra
- Northrop-McDonnell Douglas YF-23 Black Widow II